# Форфар
Фо̀рфар (на английски: Forfar, на гаелски Fharfair, произнася се ['fɔrfər] в Шотландия и ['fɔːfəː] в Англия) е град в Източна Шотландия.

## География
Градът е разположен в обширна равна долина и е главен административен център на област Ангъс. Форфар е транспортен възел в шест посоки. Разстоянието до град Брихин е около 15 км в северна посока, а на изток до морския бряг и град Арброут е 16 км. Разстоянието на север до град Абърдийн е 52 км, а на юг до Дънди е 14 км. На запад до град Киримюър е 5 км. Форфар е вторият по големина град в област Ангъс, след Арброут. В западната част на града се намира езерото Лох Форфар. Население 13 150 жители от преброяването през 2004 г. www.gro-scotland.gov.uk Архив на оригинала от 2012-01-25 в Wayback Machine.

## История
Има две предположения относно това как се е появило името на град Форфар. Първото е, че произхожда от гаелската дума for fuar, означаваща на английски „студено място“ (cold place). Втората версия произхожда също от гаелските думи foither означаваща „наклон“ (slope) и думата faire, означаваща „наблюдение“ (watching), т.е. „Наклон за наблюдение“.
Според шотландския философ Хектър Бойс водачи на пиктите са се срещнали в замък край езерото Лох Форфар за да вземат решение как да отблъснат римляните, които са завладявали на няколко пъти района между 1-ви и 4 век. В средата на 12 век Форфар получава статут на град.

## Архитектура
По-голямата част от сградите във Форфар са построени предимно през 19 век, когато града изживява разцвет в икономиката. Архитектурата на сградите във Форфар е в типичния за повечето шотландски градове стил от тесни каменни сгради най-често от 2 до 4 етажа със стръмни покриви и високи комини. Съвременното строителство включва жилищни блокове с височина от 3 до 4 етажа.

## Архитектурни и природни забележителности
- Паметникът „Балмашанър“, построен през 1921 г. от архитекта Томас Саутър, като военен паметник на загиналите в Първата световна война.
- Езерото Лох Форфар
- Паркът „Рийд Парк“
- Сградата „Рийд Хол“, построена през 1869 г.
- Институтът „Мефан“, построен през 1898 г.
- Центърът за отдих и развлечения

Църкви
- Ист анд Оулд Чърч
- Лосън Мимориъл Чърч, построена през 1914 г.
- Сейнт Маргарет
- Сейнт Джон
- Сейнт Фъргъс

## Икономика
През 19 век икономиката на града изживява разцвет като тъкачен център на ленени и памучни платове и район за производство на юта. Каменните кариери край града дават работа на много мъже от града. Градът има жп линия до 1967 г., след което е закрита. Основните отрасли в съвременната икономика на града са селското стопанство, туризмът и бутилирането на минерална вода.

## Спорт
Футболният отбор на града се казва „ФК Форфар Атлетик“. Участвал е в шотландските Първа дивизия, Втора дивизия и Трета дивизия. Във Форфар има и два младежки футболни отбора, които се състезават в шотландските национални младежки дивизии. Техните имена са „ФК Форфар Албиън“ и „ФК Уест Енд“.

## Личности родени във Форфар
- Патрик Абъркръмби (1656 – 1716), шотландски физик
- Питър Ричи Колдър (1906 – 1982), шотландски писател и журналист
- Александър Съдърланд Нийл (1883 – 1973), шотландски просветител
- Франк Робърт Хил (1906 – 1993), шотландски футболист и футболен треньор
- Иън Хъдгтън (р.1951), шотландски политик

## Личности свързани с Форфар
- Джон Джеймисън (1759 – 1838), шотландски лексикограф, пастор във Форфар
- Принц Едуард (1964 – ) – граф на Форфар